# Dené
Dené est un village du département du Nkam au Cameroun. Situé dans l'arrondissement de Yabassi, il est localisé sur la route piétonne qui relie Yabassi à Moutimbelembe. On y accède également par la rive gauche du fleuve Wouri.  

## Population et environnement
En 1967, le village de Dené avait 93 habitants. Le village fait partie du canton des Wouri Bossoua. La population de Dené était de 80 habitants dont 41 hommes et 39 femmes, lors du recensement de 2005. 